# Steeleville (Illinois)
Steeleville es una villa ubicada en el condado de Randolph en el estado estadounidense de Illinois. En el Censo de 2010 tenía una población de 2083 habitantes y una densidad poblacional de 526,34 personas por km².

## Geografía
Steeleville se encuentra ubicada en las coordenadas 38°0′30″N 89°39′45″O / 38.00833, -89.66250. Según la Oficina del Censo de los Estados Unidos, Steeleville tiene una superficie total de 3.96 km², de la cual 3.94 km² corresponden a tierra firme y (0.52%) 0.02 km² es agua.

## Demografía
Según el censo de 2010, había 2083 personas residiendo en Steeleville. La densidad de población era de 526,34 hab./km². De los 2083 habitantes, Steeleville estaba compuesto por el 98.66% blancos, el 0.1% eran afroamericanos, el 0.14% eran amerindios, el 0.1% eran asiáticos, el 0% eran isleños del Pacífico, el 0.48% eran de otras razas y el 0.53% pertenecían a dos o más razas. Del total de la población el 1.34% eran hispanos o latinos de cualquier raza.